# Karmøy
Karmøy er en kommune i Rogaland fylke i Norge. Den grænser i nord til Haugesund og i nordøst til Tysvær kommune. I sydøst ligger økommunen Bokn, i syd Kvitsøy og vest til havs Utsira kommune. Det største fjeld i kommunen er Søra Sålafjellet på 132 m.o.h. som ligger syd for Kopervik.
Karmøy kommune blev til i 1965 ved en sammenslutning av de syv tidligere kommuner Torvastad, Avaldsnes, Stangaland, Kopervik, Åkra, Skudenes og Skudeneshavn.

## Byer i Karmøy
- Kopervik
- Skudeneshavn
- Åkrehamn

## Navnet Karmøy
Det norrøne navn for Karmøy var Kormt, som betød "karm" eller "værn". Den langstrakte ø værner fastlandet mod Nordsøens barske brændinger og danner Karmsundet. Gamle kvad som Grimnismål og Gylfaginning fortæller, at når æserne skal til tinget ved Urds brønd i Asgård, må de krydse regnbuebroen Bifrost - alle bortset fra Tor. Tordenguden må hver dag først vasse over Kormt, så over Ormt og to store floder, før han når frem til livstræet Yggdrasil, hvor guderne afholder ting – derfor gløder det hellige vand. 
Kormt og Ormt og kerlaugar to,
dem han dagligt vader, Tor,
når til tings han farer ved Yggdrasils ask;
eftersom æsernes bro brænder med flamme,
hede er hellige vande
Fra Grimnismål. Kerlaugar betød egentlig "badekar",  men her er der tale om floder.

## Avaldsnes - grave og bautasten
Avaldsnes er Norges ældste kongesæde. Håkon 4. Håkonsson lod bygge sin egen kongsgård på Avaldsnes omkring 1250, da kirken blev rejst. Det menes, at han byggede på omtrent det samme sted, hvor Harald Hårfagre anlagde sin kongsgård omkring 870. Avaldsnes nævnes hyppigt i sagaerne. To af 13 kendte skibsgrave i Europa er også fundet på Avaldsnes, og den ene indeholdt et 15 meter langt skib, som kan have været Harald Hårfagres gravskib.  Der er rige depotfund fra stenalderens slutning, ca. 1700-1800 f. Kr., og gravfeltet med de store bronzealderhøje på Reheia. Avaldsnes-området synes helt unikt ved at have været et regionalt magtcentrum i omkring 3.000 år. 
I 1835 fandt man her Skandinaviens rigeste mandsgrav fra yngre romertid (år 200 - 400).  Høvdingen, der blev gravlagt i Flagghaugen  (Flaghøjen) i 200-tallet, er sat i sammenhæng med en norsk-svensk angrebsbølge mod Danmark i tiden 200 – 400 e.Kr, og fundene i Illerup Ådal. Han lå i et kammer af skiferfliser, i en egetræskiste. Han havde fået mere guld med, end det kendes fra nogen anden skandinavisk grav fra den æra, blandt andet en massiv halsring av 590 gram rent guld, der bedst kan sammenlignes med halsringen fundet i fyrstegraven i Gommern i Sachsen-Anhalt.  Dertil et pragtfuldt, tveægget gladius-sværd,  som blev benyttet i den romerske hær - enten han har kæmpet mod romerne og taget sværdet som krigsbytte, eller selv gik i romersk tjeneste som lejesoldat. I graven fandtes også et brætspil med 31 spillebrikker af blåt og sort glas, et bronzespejl (spejle er uhyre sjældne i Norden, og et spejl fra Ungarn er den nærmeste parallel), en skålvægt af bronze, et fuldstændigt udstyr af vaser og fade af bronze, et drikkebæger af sølv, sølvbeslag til drikkehorn og en vin-si af bronze. I Flagghaugen var der også to grave til, den ene fra så sent som folkevandringstiden. Disse var også præget af importeret guld og bronze. 
Ved Olavskirken fra omkring 1250  på Avaldsnes står en 7,2 meter høj bautasten, kendt som "jomfru Marias synål", en del av hedensk gravmonument. "Synålen" har været højere, og det siges, at en gammel forbandelse følger den: Den hælder stærkt, og den dag, den berører kirkevæggen, skal verden forgå. Ifølge sagnet skal det forklare, hvorfor toppen i dag mangler: Straks stenen hældte for nær ind mod kirkevæggen, sørgede præsten for at redde verden ved at kravle op og slå en bid af stenen. (I dag er afstanden mellem bauta og kirkevæg 9,2 cm.) Opfatningen af bautastenen som en synål skyldes en runeindskrift, som i dag er ulæselig, men som i 1600-tallet blev tydet som "mikial mariu nistr" (= "Mikael, næst efter Maria [i rang]"),  hvor ærkeenglen Mikael netop er lurblæseren, der leder sjælene ind til dommedag. Så kan ordene være blevet mistolket til noget, der havde med syning at gøre, idet nest betød "sting". 
Et lokalt ophavssagn fortæller, at en jætte ved navn Sigge, som boede i Prinsehaugen (en av bronzealderhøjene på Reheia), hjalp Skt. Olav med at bygge kirken. Aftalen lød, at hvis jætten fik bygget kirken færdig på én dag, skulle han få solen og månen som løn. Arbejdet gik meget hurtigere, end Skt. Olav havde regnet med, og samme aften stod kirken færdig. Men helgenen havde fundet ud af jættens navn, da han hørte barnegråd inde fra en høj, og jættens kone trøste sit barn med ordene: "Ro, ro lille barn, snart kommer Sigge, far din, med sol og måne til barnet." Så da den sidste sten skulle lægges på plads, råbte Skt. Olav: "Tag dig i agt, Sigge! Nu vil stenen ikke ligge!" Sigge blev straks forvandlet til sten, og faldt ned, hvor han blev stående lige op og ned på kirkens nordside.  Han var blevet til jomfru Marias synål.
Sagnet genkendes som et af mange såkaldte "Finn-sagn", der i lidt varierende form hæftes til middelalderkirker som Lund Domkirke, Stavanger Domkirke, Kalundborg Kirke, Tingelstad gamle kirke på Hadeland, Heddal stavkirke og Seljord kirke i Telemark. 